# Isaac Becerra
Isaac Becerra Alguacil, cunoscut doar ca Isaac (n. 18 iunie 1988, Badalona, Spania), este un portar aflat sub contract cu Girona FC.